# ミヤマシキミ
ミヤマシキミ（深山樒、学名: Skimmia japonica）は、ミカン科ミヤマシキミ属の常緑低木。雌雄異株。有毒植物。

## 名称
和名ミヤマシキミは、「深山樒」の意で、山中に生え、枝葉の様子がシキミ（樒） Illicium anisatum に似ることによる。ただし、シキミはミカン科ではなく、マツブサ科の植物である。

## 分布と生育環境
日本では、本州（宮城県以南、関東地方以西）、四国、九州に分布し、日本国外では、台湾の高所にも分布する。低山地の林内の林下に生育する。日陰に強く、日当たりのよくない場所でも生育する。

## 形態・生態
常緑広葉樹の低木で、樹高は50 - 150センチメートル (cm) になる。幹は基部から直立して分枝する。樹皮は灰色で、若い枝は緑色で無毛、いぼ状の腺点がある。葉は枝先にやや集まって互生し、葉身は長さ4 - 9 cm、幅2 - 3.5 cmの披針形から倒披針状長楕円形で、先は短くとがり、基部はくさび形、葉縁は全縁になる。葉質は革質で両面は無毛、表面は光沢があり、裏面には油点が散在する。葉柄は長さ0.5 - 1 cmになり、すこし赤紫色を帯びる。
花期は3 - 5月。雌雄異株。枝先に円錐花序をだして長さ2 - 5 cmの散房状になり、白色の香りのある花を多数つける。花序軸に短毛が散生する。萼は広鐘形で小さく、浅く4裂し、萼裂片は広三角形で長さ約1ミリメートル (mm) になり先はややとがる。花は直径5 - 6 mm、花弁は4枚あり、長楕円形で長さ4 - 5 mmになり、まばらに油点がある。雄花には雄蕊が4個あって花弁と同長で直立し、雌花には4個の小さな退化雄蕊と中央に1個の雌蕊がある。子房は4室に分かれ、各室に1個の胚珠が下垂し、花柱は太く、柱頭は平たく浅く4 - 5裂する。
果実は球形の核果・液果で、直径8 - 9 mmになり、12月 - 翌2月に赤く熟し、4個の核を含む。核は広卵形で長さ6 - 8 mmになり、先がとがり、1個の種子を含む。4 - 5月ごろは、花と前年の果実を同時に観賞できる。果実は赤く美しいが、有毒である。
- 雄花。
- 果実。冬に赤く熟す。

## 利用等
有毒植物で葉、果実にアルカロイドのスキミアニンやジクタムニンがあり、葉に多く含まれる。誤食するとけいれんを伴う中毒を起こす。かつては、頭痛や目まいなどの民間薬として使用され、また、煎じた汁は虫下しとして使われた。
庭木、生け垣、観賞用などに栽培、植栽される。実は有毒だが、花材として使われる。

## 下位分類
和名、学名はYistによる。
- ウチダシミヤマシキミ Skimmia japonica Thunb. var. japonica f. yatabei H.Ohba[8]
葉の表面の葉脈がへこんで溝になっている基本種の品種[2][4][5]。ツクバシキミと同一種とも目されている[8]。
- ツルシキミ Skimmia japonica Thunb. var. intermedia Komatsu f. repens (Nakai) Ohwi[9]
別名、ツルミヤマシキミ[9]。基本種の変種。茎の下部が地上をはい、高さは30 - 100 cmになる。北海道、本州（東北地方・中部地方以西の日本海側）に分布し、落葉広葉樹林内に生育する。本州の関東地方以西、四国、九州の太平洋側では、山地の上部の冷温帯に生える[4][5]。
- ウチダシツルシキミ Skimmia japonica Thunb. var. intermedia Komatsu f. intermedia (Komatsu) T.Yamaz.[10]
別名、ウチコミツルミヤマシキミ[10]、カラフトシキミ[10]。ツルシキミの葉の表面の葉脈がへこんで溝になっている品種[4][5]。
- リュウキュウミヤマシキミ Skimmia japonica Thunb. var. lutchuensis (Nakai) Hatus. ex T.Yamaz.[11]
基本種の変種。全体に大型。樹高は1.2 - 2メートル (m) になる。葉も大きく、長さ7 - 15 cm、幅3 - 6 cm、先は急に狭まって短くとがる。花も基本種より大きい。果実も径10 - 12 mmある。奄美大島以南の琉球諸島に分布し、常緑樹林内に生育する[4][5]。
- ナガバツルミヤマシキミ Skimmia japonica Thunb. var. intermedia Komatsu f. longifolia (Makino)[12]
別名、ナガバツルシキミ[12]。

- ウチダシミヤマシキミ。葉の表面がへこむ。
- ウチダシミヤマシキミの葉の裏面。腺点がある。
- ツルシキミ